# Je me souviens
Pour les articles homonymes, voir Je me souviens (homonymie).

Les armoiries du Québec comportent la devise depuis 1939.

« Je me souviens » est la devise du Québec.
Gravée dans la pierre lors de la construction de l'hôtel du Parlement du Québec, cette courte phrase est d'autant plus connue qu'elle figure sur les plaques d'immatriculation québécoises. Son interprétation a parfois fait débat, mais il est généralement entendu qu'elle renvoie à l'histoire du peuple québécois.

## Histoire

### Origines

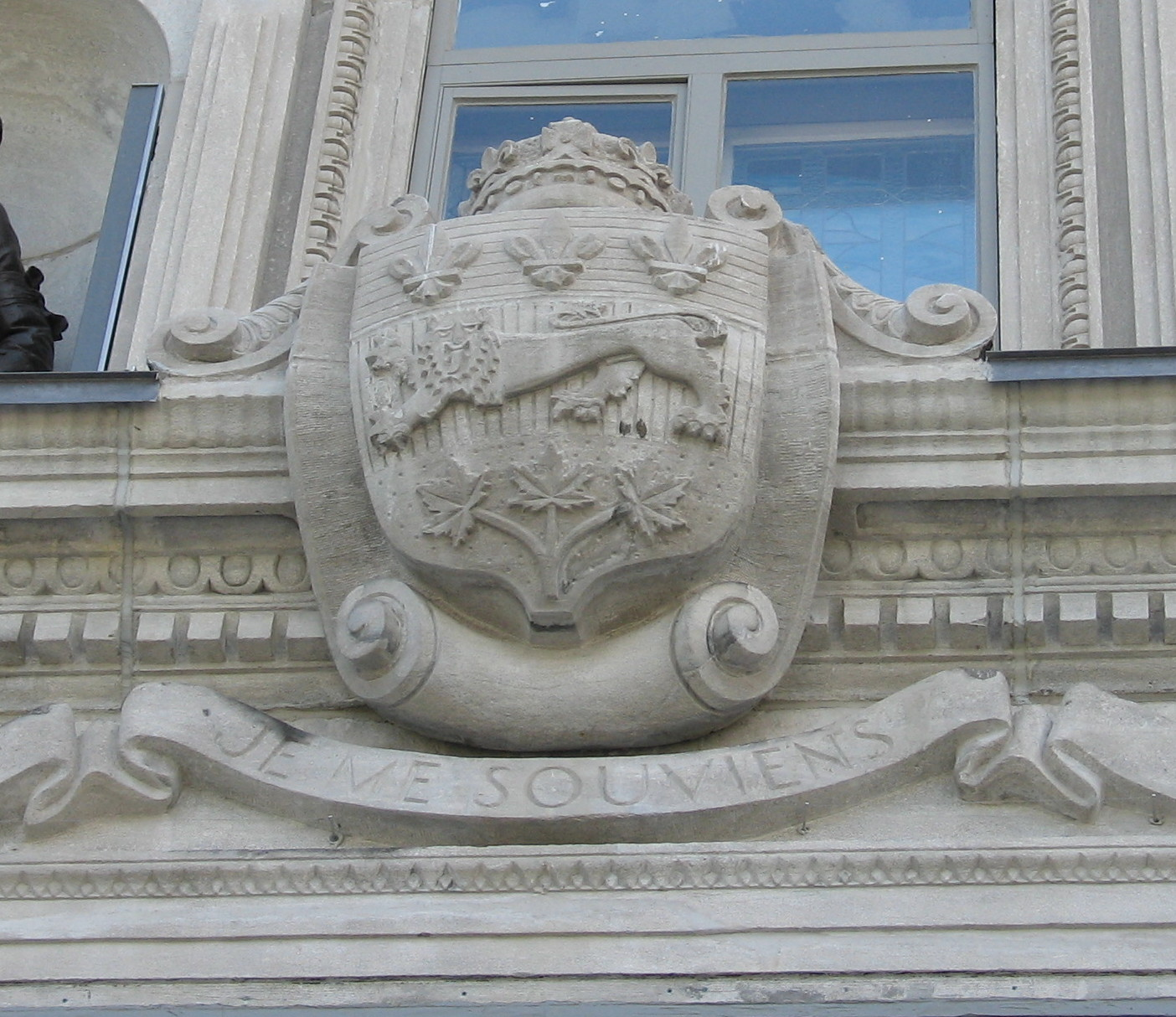
Les armoiries du Québec et la devise « Je me souviens » sont sculptées dans la pierre du parlement depuis les années 1880. La sculpture est refaite dans les années 1960, les armoiries ayant été modifiées en 1939. Ce sont celles qui sont représentées ici, accompagnées de la devise.

En 1883, Eugène-Étienne Taché, commissaire adjoint des terres de la Couronne et architecte de l'hôtel du Parlement, fait graver dans la pierre la phrase « Je me souviens » en dessous des armoiries du Québec offertes par la reine Victoria en 1868, au-dessus de la porte principale. Au début des années 1960, lors de travaux de rénovation, on sculpte les armoiries adoptées par le gouvernement du Québec en décembre 1939, accompagnées de la devise. Cet appel à se souvenir s'inscrit dans le concept architectural de la façade du parlement. On y trouve 26 statues de figures marquantes de l'histoire (de la Nouvelle-France à la Confédération canadienne).

La devise est employée officiellement par le gouvernement du Québec dès la fin du XIXe siècle, bien que les anciennes armoiries elles-mêmes ne l'arborent qu'en 1915, sur la page-titre des lois du Québec de cette année-là  et sur la page-titre de la Gazette officielle du Québec, à partir du 12 août 1916 ,.

### Débat sur la signification

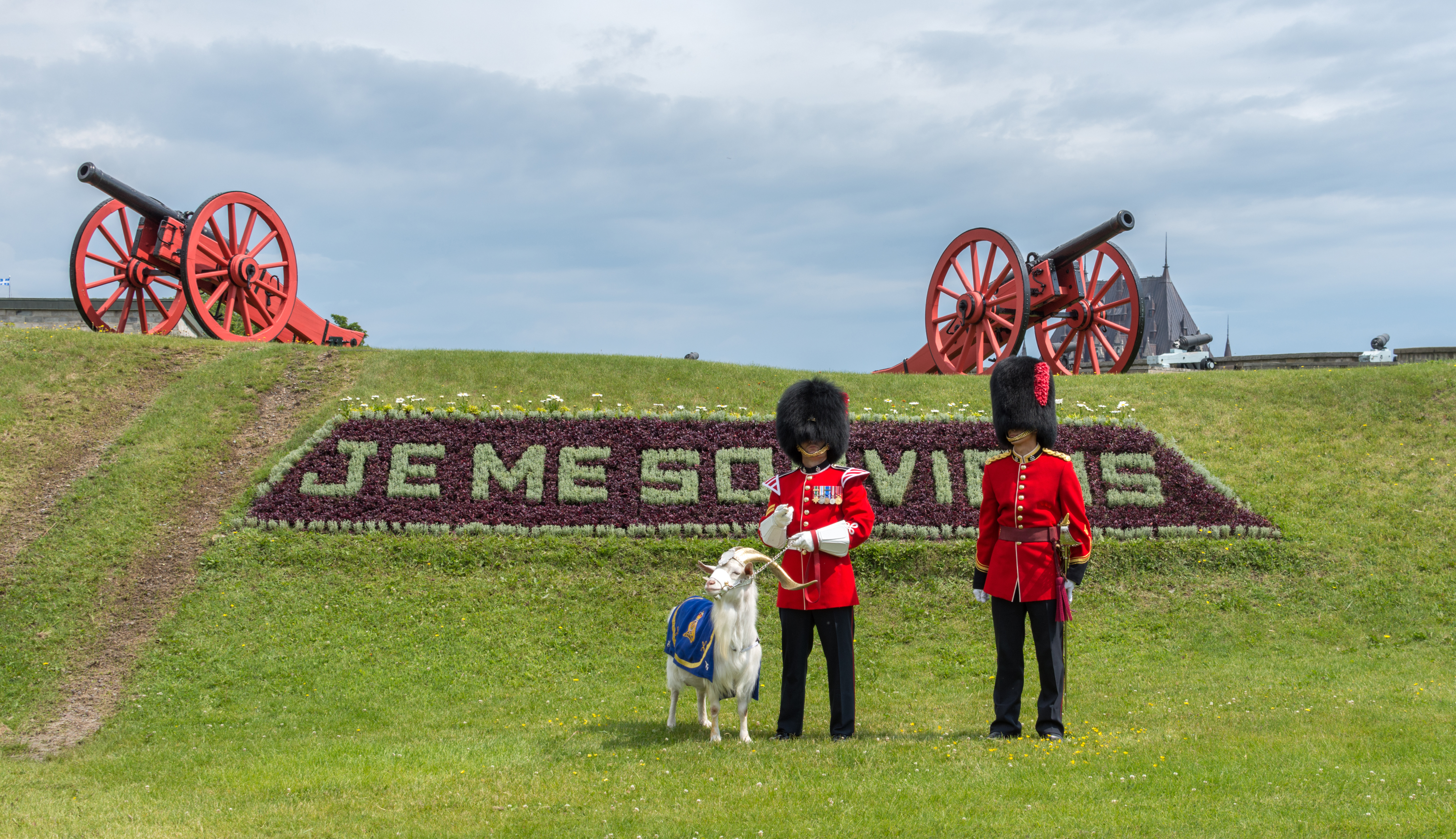
Aménagement floral avec la devise du Québec.

Eugène-Étienne Taché ne semble pas avoir laissé de document mentionnant de façon explicite le sens de la devise. Il a cependant écrit une lettre à Siméon Le Sage, commissaire adjoint des Travaux publics, datée du 9 avril 1883, expliquant ce qu'il désirait accomplir au moyen des statues sur la façade de l'édifice parlementaire. Tout autour du parlement se trouvent 24 statues de personnages historiques. À l'origine, elles comprenaient des fondateurs (Jacques Cartier, Samuel de Champlain et Maisonneuve), des ecclésiastiques (Laval, Brébeuf, Marquette et Olier), des militaires (Frontenac, Wolfe, Montcalm et Levis), des Amérindiens, des gouverneurs français (Argenson, Tracy, Callières, Montmagny, Aillesbout et Vaudreuil) et, dans les mots de Taché, « quelques gouverneurs anglais les plus sympathiques à notre nationalité » (Murray, Dorchester, Prevost, Bagot et Lord Elgin, à qui on accorde une place spéciale car on lui attribuait un rôle important dans l'obtention du « gouvernement responsable »). Taché laisse intentionnellement des espaces vides afin de permettre aux générations futures d'ajouter leurs propres statues.
Ses contemporains ne semblent pas avoir eu de difficulté à interpréter la devise. Les premières interprétations dont on dispose sont celles de l'historien Thomas Chapais et du fonctionnaire Ernest Gagnon.
Thomas Chapais, dans un discours donné à l'occasion du dévoilement d'une statue en bronze à la mémoire du duc de Lévis, le 24 juin 1895, dit : « [...] la province de Québec a une devise dont elle est fière et qu'elle aime à graver au fronton de ses monuments et de ses palais. Cette devise n'a que trois mots : « Je me souviens » ; mais ces trois mots, dans leur simple laconisme, valent le plus éloquent discours. Oui, nous nous souvenons. Nous nous souvenons du passé et de ses leçons, du passé et de ses malheurs, du passé et de ses gloires.
En 1896, Ernest Gagnon écrivait : « [La devise] résume admirablement la raison d’être du Canada de Champlain et de Maisonneuve comme province distincte dans la confédération ».
En 1919, sept ans après la mort de Taché, l'historien Pierre-Georges Roy soulignait le caractère symbolique de cette devise « qui dit si éloquemment en trois mots, le passé comme le présent et le futur de la seule province française de la Confédération ». Cette phrase sera citée ou paraphrasée de nombreuses fois par la suite.
Quelques personnes ont cherché la source d'inspiration des trois mots de Taché. L'ethnologue Conrad Laforte a suggéré qu'il s'agissait peut-être de la chanson Un Canadien errant d'Antoine Gérin-Lajoie, ou encore le poème Lueur au couchant de Victor Hugo. L'écrivain André Duval croit que la réponse est plus simple encore : dans le vestibule de l'Hôtel du Parlement que l'on franchit en passant sous les armoiries du Québec se trouvent les armes du Marquis de Lorne, dont la devise était Ne obliviscaris (« Gardez-vous d’oublier »). La devise du Québec serait donc « à la fois la traduction de la devise du marquis de Lorne et la réponse d’un sujet canadien-français de Sa Majesté à cette même devise ».
Les auteurs qui ont publié sur le sujet dans des ouvrages de langue anglaise avant 1978 aboutissent aux mêmes conclusions que ceux qui ont publié en français, autant quant à l'origine de la devise, qu'à son interprétation ou le nombre des mots qu'elle contient. Dans la notice biographique de Taché rédigée en 1934 par l’Association of Ontario Land Surveyors, on peut lire :

« M. Taché est également l'auteur de la belle devise poétique et patriotique qui accompagne les armoiries officielles de la province de Québec – Je me souviens – dont le sens exact n'est peut-être pas parfaitement exprimé par des mots anglais, mais que l'on peut sans doute paraphraser en lui attribuant le sens suivant : « Nous n'oublions pas, et n'oublierons jamais, notre origine, nos traditions et notre mémoire de tout le passé. »

Les encyclopédies et les dictionnaires de citations, que ce soit ceux de Wallace, Hamilton, Colombo ou Hamilton et Shields, fournissent tous les mêmes informations que les sources de langue française.
En 1955, l'historien Mason Wade donna son avis sur le sens de la devise en écrivant : « Quand le Canadien français dit : « Je me souviens », il se rappelle non seulement l'époque de la Nouvelle-France, mais également le fait qu'il appartient à un peuple conquis. »

### Controverse post-1978

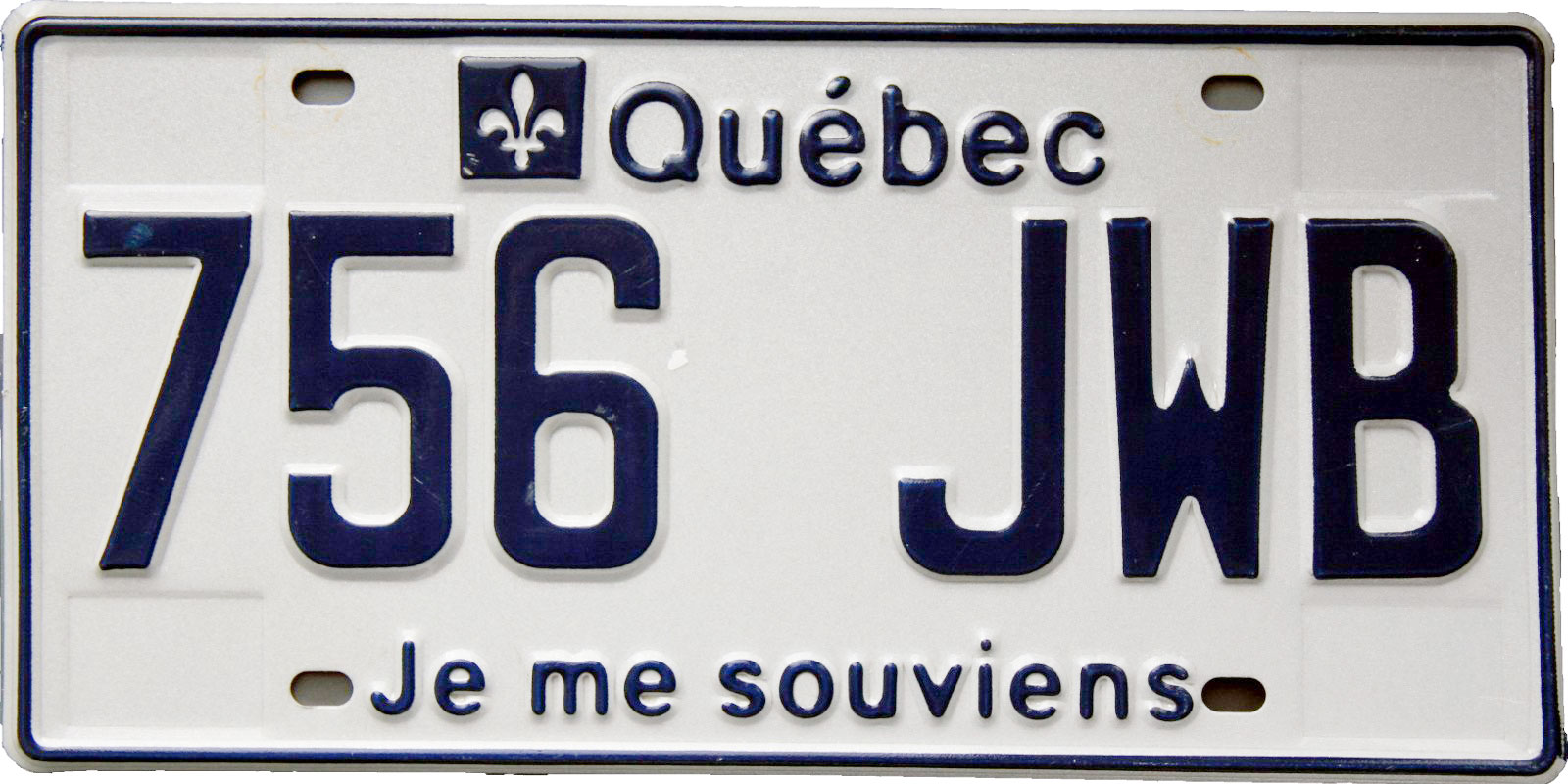
La devise est affichée sur les plaques d’immatriculation des automobiles depuis 1978.

En 1978, la devise de Taché remplace le slogan touristique « La Belle Province » sur les plaques d’immatriculation des voitures du Québec, initiative revendiquée simultanément a posteriori par la ministre Lise Payette et le ministre Denis Vaugeois  (voir l'article : La Belle Province). Cet événement marque le début d'une période où l'on tente de réinterpréter le sens de la devise dans les médias du Canada. Le 4 février 1978, Robert Goyette signe un article intitulé en anglais : « Car owners argue over motto » dans le quotidien The Montreal Star. Cet article attire l'attention d'une lectrice, Hélène Pâquet qui, onze jours plus tard répond dans une lettre ouverte intitulée « Je me souviens, just part of it » :

« Monsieur,
D'après un article (4 fév.), il y a confusion concernant la devise du Québec. Comme vous l'avez écrit, elle est de E. E. Taché. « Je me souviens » n'est que la première phrase [de la devise], ce qui explique peut-être la confusion. La devise va comme suit :
Je me souviens / Que né sous le lys / Je croîs sous la rose.
I remember / That born under the lily / I grow under the rose.
Je suis la petite-fille de Eugène-Étienne Taché. Ma tante, Mme Clara Taché-Fragasso de Québec, est la seule des filles de E.-E. Taché toujours en vie. J'espère que [cette information] éclairera quelques-uns de vos lecteurs. »

— H. Pâquet, St-Lambert.
Le lys et la rose sont respectivement les emblèmes floraux des royaumes de France et d'Angleterre. Cette nouvelle information eut une longue vie dans les médias avant d'être étudiée pour la première fois par l'historien Gaston Deschênes en 1992. Depuis 1978, l'idée que la devise gravée dans la pierre sur l'édifice abritant l'Assemblée nationale du Québec, employée officiellement par le gouvernement depuis lors, soit incomplète et possède une deuxième partie moins connue, se répand largement.
Lorsqu'elle est contactée par Deschênes en 1992, Hélène Pâquet n'est pas en mesure de préciser l'origine des deux phrases qu'elle cite dans sa lettre. Ses affirmations contredisent celles de son père, le lieutenant-colonel Étienne-Théodore Pâquet, qui, le 3 mars 1939, écrivait dans une lettre à John S. Bourque, gendre de Taché et ministre des Travaux publics, que « celui qui a synthétisé dans trois mots l’histoire et les traditions de notre race mérite d’être reconnu » autant qu'Adolphe-Basile Routhier et Calixa Lavallée qui ont composé le Ô Canada.
On sait maintenant que la deuxième partie est en réalité une « deuxième devise », créée par le même Eugène-Étienne Taché, plusieurs années après la première, et qui devait paraître sur un monument symbolisant la « nation canadienne ». Le monument, qui n'a finalement jamais vu le jour, était une statue représentant une jeune et gracieuse adolescente, figure allégorique de la nation canadienne, portant la devise : « Née dans les lis, je grandis dans les roses / Born in the lilies, I grow in the roses ». Bien que le projet ne se concrétisât jamais, l'idée fut réutilisée en 1908 pour une médaille commémorant le 300e anniversaire de la ville de Québec, conçue par Taché, sur laquelle est écrit : « Dieu aidant, l’œuvre de Champlain, née sous les lis, a grandi sous les roses ».

## Autres usages

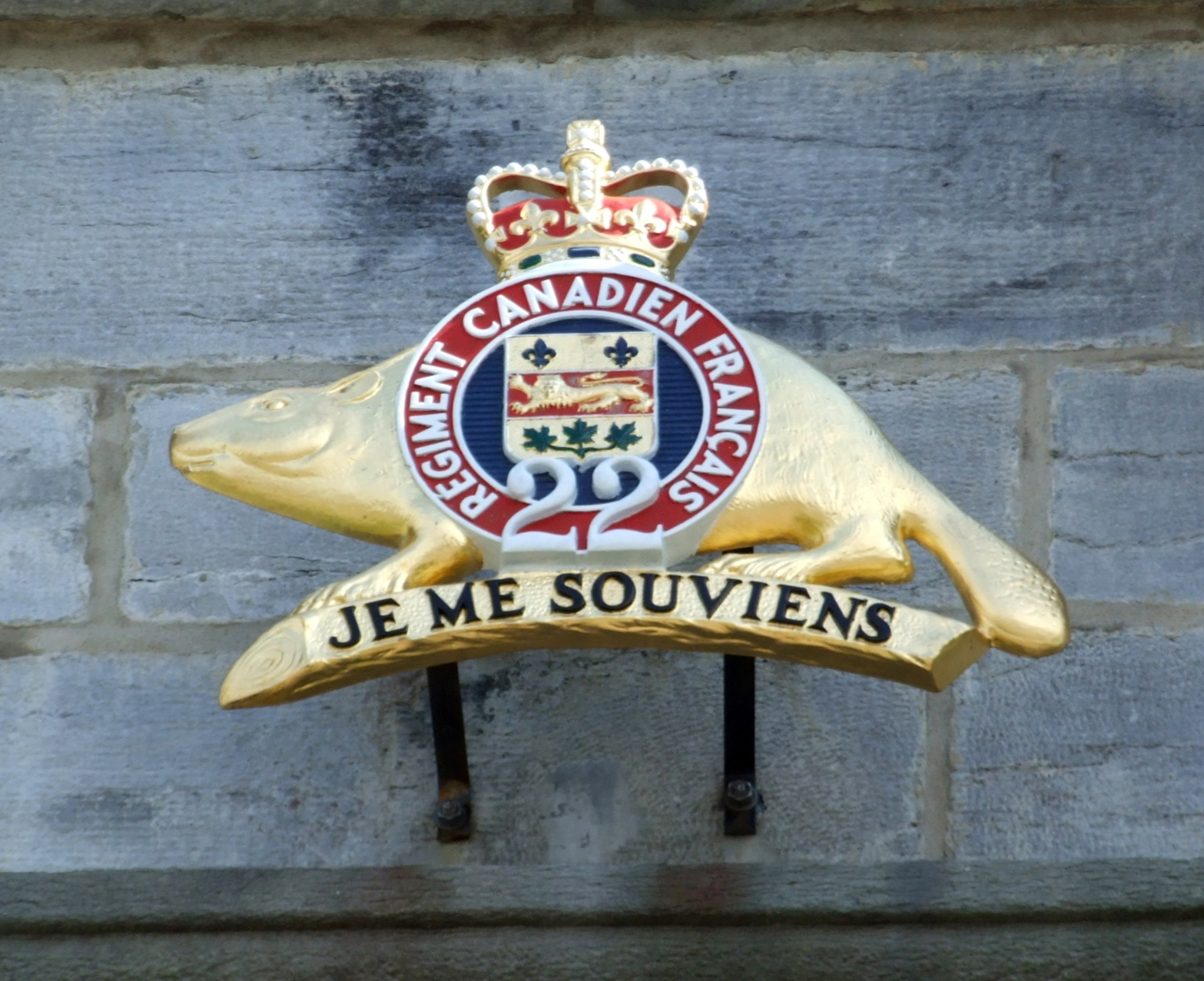
Royal 22e Régiment

- Je me souviens est également la devise du Royal 22e Régiment.

## Slogans gouvernementaux
De nos jours, dans la pratique, le gouvernement du Québec n'utilise pas la devise nationale. À l'image des armoiries qui ont été troquées pour un logo dans les années 1970, la devise a été délaissée au profit de slogans gouvernementaux. Souvent, ces slogans sont inspirés de ceux utilisés lors de la campagne électorale ayant fait élire le nouveau gouvernement. Le slogan est surtout utilisé lors d'annonces en tant qu'outil marketing (ex. : conférences de presse, publicités télévisées). Il figure aussi souvent sur les publications et rapports officiels définissant les orientations du gouvernement.
- Gouvernement Jean Charest : Un plan pour le Québec
- Gouvernement Pauline Marois : Un Québec pour tous
- Gouvernement Philippe Couillard : Ensemble, on fait avancer le Québec[16]
- Gouvernement François Legault : Votre gouvernement